# Euseius vignus
Euseius vignus är en spindeldjursart som beskrevs av Rishi och Rather 1983. Euseius vignus ingår i släktet Euseius och familjen Phytoseiidae. Inga underarter finns listade i Catalogue of Life.